# لیو یاشین
لیو یاشین (انگلیسی: Liu Yaxin؛ زادهٔ ۱۶ ژوئن ۱۹۹۹) شناگر زن اهل چین است.
وی در مسابقات کشوری و بین‌المللی در مجموع برندهٔ ۹ مدال طلا، ۱ مدال نقره، ۴ مدال برنز شده است.